# Atalaia
Atalaia là một đô thị thuộc bang Alagoas, Brasil. Đô thị này có diện tích 533 km², dân số năm 2007 là 50351 người, mật độ 94,65 người/km².